# カール＝オットー・アーペル
カール＝オットー・アーペル（独: Karl-Otto Apel、1922年3月15日 - 2017年5月15日）は、ドイツの哲学者。フランクフルト大学名誉教授。

## 経歴
ドイツ・デュッセルドルフ出身。
アーペルは倫理学、言語哲学、そして人間科学を研究した。彼はこれらの分野について広範に執筆し、ドイツ語や他の言語で大いに公表したが、彼の作品の多くは英語に翻訳されていない。とはいえ、彼の哲学は圧倒的に広い範囲に影響を与えている。その影響は、ヨーロッパと北米の学界にだけではなく、南米とアジアの学界にまでといった具合に、多くの学界に及んでいる。
アーペルの作品は分析哲学の流儀と大陸哲学のそれを、とりわけプラグマティズムと「フランクフルト学派の批判理論」を結びつけている。
著書『理解と説明：超越論的でプラグマティックな見方』（Understanding and Explanation: A Transcendental-Pragmatic Perspective）で、アーペルは理解（Verstehen）と説明（Erklärung）の違いを定式化し直した。この違いはヴィルヘルム・ディルタイの解釈学とマックス・ヴェーバーの理解社会学に由来するもので、彼はこの定式化を「言語についての、パースから触発された超越論的でプラグマティックな説明」に基づいて行なった。
コミュニケーション理論はコミュニケーションにかんする超越論的でプラグマティックな条件に基づくべきだ、とアーペルは提案してきた。
アーペルはパースについての著書を書きもしたし、米パース学会（the C.S. Peirce society）の元会長でもある。
2017年5月15日、ニーデルンハウゼンにてその生涯を終えた。95歳没。

## 作品
- 『チャールズ・S・パース：プラグマティズムからプラグマティシズムへ』（Charles S. Peirce: From Pragmatism to Pragmaticism）1981年
- 『理解と説明：超越論的でプラグマティックな見方』（Understanding and Explanation: A Transcendental-Pragmatic Perspective）1984年
- 『超越論的記号学を目指して：論文集』（Towards a Transcendental Semiotics: Selected Essays）1994年
- 『超越論的で記号学的な観点から』（From a Transcendental-Semiotic Point of View）1998年